# La Renaissance
La Renaissance (auf Sango E Zîngo) ist der Titel der Nationalhymne der Zentralafrikanischen Republik. Sie wurde nach der Unabhängigkeit von Frankreich im Jahr 1960 als offizielle Hymne eingeführt.
Der Text wurde von dem zentralafrikanischen Priester und Politiker Barthélemy Boganda als Gedicht verfasst, auf den auch die Gestaltung der Flagge der Zentralafrikanischen Republik zurückgeht. Die Musik wurde von dem französischen Komponisten Herbert Pepper, der mit seiner Frau im damaligen Ubangi-Schari lebte, für das Gedicht geschrieben.

## Text der Nationalhymne
Sango
Bêafrîka, mbeso tî âBantu
Kîri mo gbû gîgî tî mo-mvenî
Mo bâa pâsi na gbe tî âzo kûê
Me fadësô, mo ke na kürü gô
Mo sö benda, mo bûngbi kûê ôko
Na kusâra ngâ na nëngö-terê
Tî tö ndâ tî finî dutï tî ë sô
E mä gbegô tî-âkötarä tî ë
Refrain
E gbû kua nzönî na nëngö-terê
E kpë ndiä nzönî na mängö-terê
E kinda wasïöbê, ë tomba pâsi
E yâa bandêra tî ködrö tî ë!
Französisch
O Centrafique, ô berceau des Bantous!
Reprends ton droit au respect, à la vie!
Longtemps soumis, longtemps brimé partout,
Mais de ce jour brisant de la tyrannie.
Dans le travail, l'ordre et la dignité,
Tu reconquiers ton droit, ton unité,
Et pour franchir cette étape nouvelle,
De nos ancêstres la voix nous appelle.
Refrain:
Au travail dans l'ordre et la dignité,
Dans le respect du droit dans l'unité,
Brisant la misère et la tyrannie,
Brandissant l'étendard de la Patrie.

## Übersetzung ins Deutsche
Oh Zentralafrika, du Wiege der Bantu.
Nimm dir deinen Respekt zurück, dein Recht auf Leben!
Lange unterjocht, lange verachtet von jedem
brichst du von heute an den Griff der Tyrannei.
Durch Arbeit, Ordnung, Würde
erlangst du dein Recht und deine Einigkeit zurück,
Und diesen Schritt zu gehen,
dazu rufen unsere Ahnen uns auf.
Refrain:
Zur Arbeit, ordentlich und in Würde,
mit Respekt fürs Recht und in Einigkeit,
Armut und Tyrannei zerstörend,
die Flagge des Vaterlandes hoch erhoben.